# Thể thao có khán giả

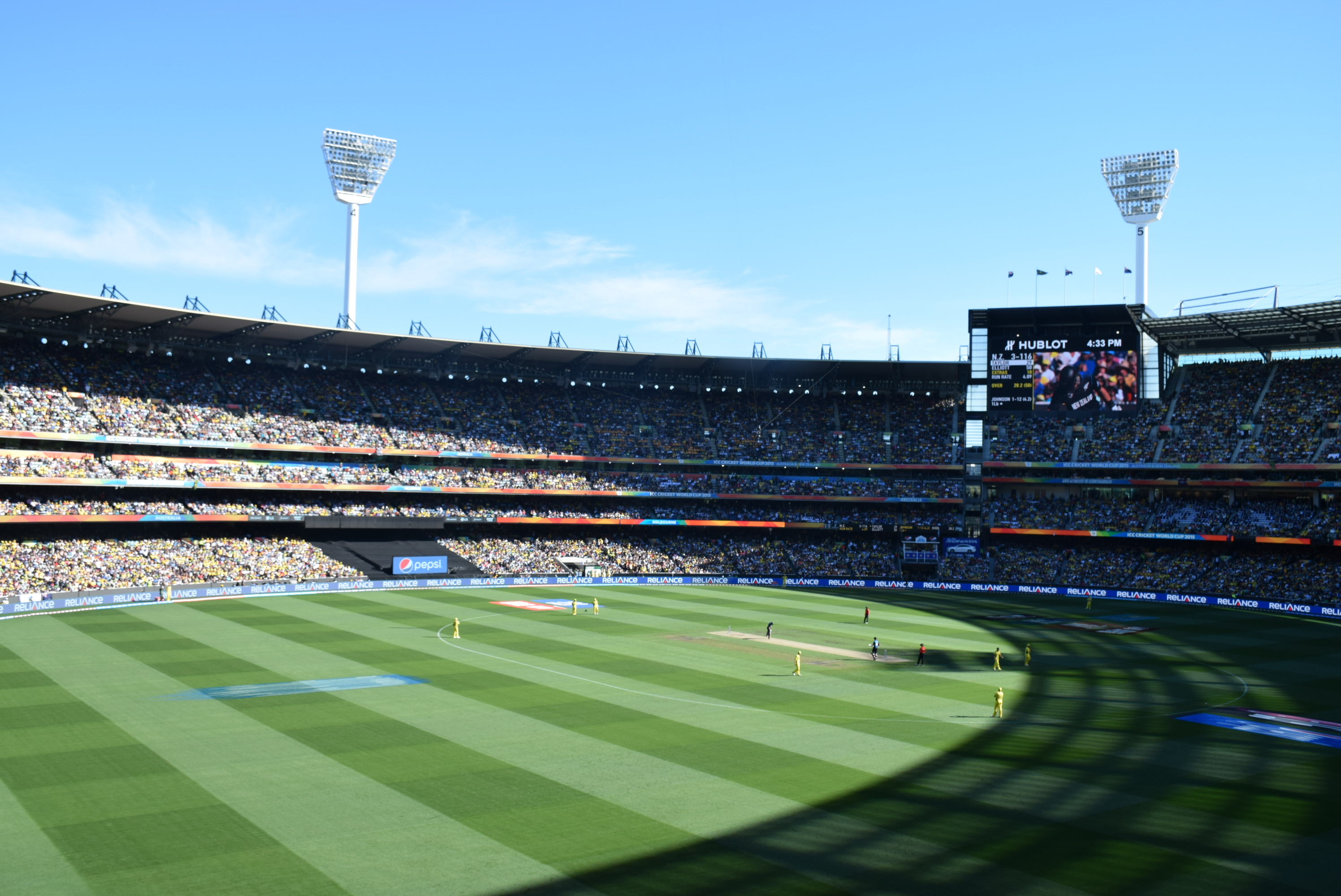
Trận chung kết Giải vô địch Cricket thế giới 2015 tại sân vận động Melbourne Cricket Ground.

Một môn thể thao có khán giả là môn thể thao được đặc trưng bởi sự hiện diện trực tiếp của một số lượng lớn khán giả tại địa điểm thi đấu. Ví dụ như bóng đá, bóng chày, bóng chuyền, bóng bầu dục Mỹ, bóng bầu dục, bóng rổ, quyền Anh, cricket, khúc côn cầu trên băng, Công thức 1, đấu vật, đua xe đạp, bóng ném, điền kinh hay quần vợt là các môn thể thao có khán giả, còn săn bắn hay leo núi thì thường không có khán giả. Bóng đá cho tới nay là môn thể thao được theo dõi nhiều nhất trên thế giới.
Sự gia tăng của việc phát sóng các sự kiện thể thao, cùng với các bản tin thể thao có thể ảnh hưởng tới số người đi xem trực tiếp các môn thể thao. Một số môn thể thao được gọi là các môn "thể thao ghế bành" hay "thể thao phòng khách" do chất lượng của việc trải nghiệm qua sóng truyền hình so với trải nghiệm thực sự.
Các môn thể có khán giả tự tạo cho riêng mình bản sắc và truyền thống. Sự cuồng nhiệt của người hâm mộ thể thao đôi khi dẫn tới bạo lực.